# Agnesiella marginata
Agnesiella marginata är en insektsart som beskrevs av Irena Dworakowska 1994. Agnesiella marginata ingår i släktet Agnesiella och familjen dvärgstritar. Inga underarter finns listade i Catalogue of Life.